# Лодовика Комелло
Лодовика Комелло (італ. Lodovica Comello, 13 квітня 1990, Сан-Данієле-дель-Фріулі, Італія) — італійська актриса, співачка, танцівниця, ведуча. Посол доброї волі ЮНІСЕФ.

## Життєпис
Народилася 13 квітня 1990 року в Сан-Данієле-дель-Фріулі, Італія. Лодовика — третя дитина в сім'ї Паоло і Ани Комелло. З ранніх років займалася танцями, співом та грою на гітарі. 
У 2009 році навчалася в MAS (Music, Art & Show — Музика, Мистецтво, Шоу) в «Music Academy» («Музична Академія»).
У 2009 — 2011 роках Лодовика взяла участь в турне «Il Mondo di Patty» італійській версії «Гидкого каченяти» в Італії та Іспанії разом з танцівницею Лаурою Есківель. Також брала участь танцівницею в Європейському турне аргентинської акторки Бренди Аснікар під назвою «Antonella in concerto».
У 2011 році отримала роль Франчески в серіалі «Віолетта»,» що принесло їй глобальний успіх за короткі терміни. У 2013 році разом з Мартіною Стоссель брала участь в італійському дубляжі мультфільму «Університет монстрів». У 2013 році почався тур «Violetta en vivo» в Європі і Латинській Америці, в якому Лодовика знову виступала в ролі Франчески.
У 2013 році зайнялася сольною кар'єрою. У жовтні був записаний дебютний альбом під назвою «Universo» іспанською та англійською мовами. У 2014 році планувалась презентація диска в Аргентині. Продовжувала зніматися в серіалі «Віолетта».
3 лютого 2015 року випустила другий альбом, «Mariposa», в Італії. Альбом містить 12 пісень іспанською, італійською, і англійською мовами; в подарунковому виданні містить п'ять пісень італійською мовою. Головний сингл альбому, «Todo El Resto No Cuenta», був випущений на iTunes 30 січня 2015 року. Прем'єра музичного відео відбулася на день пізніше — 31 січня 2015 року.
1 лютого 2015 року в Римі почалося турне «Lodovica World Tour». Тур пройшов по всій Італії і тривав з лютого до середини березня. Також було призначено шоу на середину квітня в Парижі та концерти в Іспанії, Латинській Америці, Португалії, Польщі, Бельгії, і Угорщини.
З 2015 року є членом організації ЮНІСЕФ.
Була ведучою «Італія шукає таланти» та ведучою «Італія шукає дитячі таланти» з 2016 року. У тому ж році знімалася в фільмі Фаусто Бріцці «Бідні, але багаті».
У 2017 році знялася в продовженні фільму «Бідні, але багаті».

## Особисте життя
1 квітня 2015 року вийшла заміж за режисера Томаса Гольдшмідта, з яким зустрічалася 3 роки до весілля. Пара познайомилася на зйомках серіалу «Віолетта». У вересні 2016 вони одружилися. 31 жовтня 2019 року Лодовика в своєму акаунті Instagram оголосила про вагітність. 16 березня 2020 року в неї народився син Тео.